# Аюпов, Ринат Зайдулаевич
Рина́т Зайдула́евич, Аю́пов (род. 13 августа 1974, Астрахань) — российский общественный и политический деятель, предприниматель. Депутат Государственной думы Федерального собрания Российской Федерации VIII созыва, член комитета по транспорту и развитию транспортной инфраструктуры.

## Биография
Родился 13 августа 1974 года в Астрахани.
В 1996 году окончил Астраханский технический институт рыбной промышленности и хозяйства по специальности «Бухгалтерский учёт и аудит».
В 2002 году окончил Саратовскую государственную академию права по специальности «Юриспруденция».
С 1997 года работал в должности экспедитора ЗАО «Ирсотр», затем — ООО «ВолгаТрансСервис».
В 2000 году назначен коммерческим директором ООО ПКФ «Карго», затем генеральным директором ООО ПКФ «Астрспецстрой».
С 2003 года по 2021 год — генеральный директор ООО ТФ «ВТС-экспедирование».
В 2010 году избирался депутатом Городской думы МО «Город Астрахань».
4 декабря 2011 года избран депутатом Думы Астраханской области пятого созыва. Председатель комитета Думы по государственному устройству и местному самоуправлению.
18 сентября 2016 года избран депутатом Думы Астраханской области шестого созыва. Зампредседателя комитета Думы по бюджетно-финансовой, экономической и налоговой политике.
С мая 2019 по сентябрь 2021 года — генеральный директор в АО «Астраханский Морской Порт».
Член инвестиционного совета при Правительстве Астраханской области.
Член Астраханской областной общественной организации татарской национальной культуры «Дуслык».
В 2019 году окончил Московскую школу управления Сколково.
В сентябре 2021 года получил мандат депутата Государственной Думы VIII созыва от партии Единая Россия после того как от мандатов отказались глава Астраханской области Игорь Бабушкин и глава Калмыкии Бату Хасиков.
Из-за вторжения России на Украину, находится под санкциями Евросоюза, США, Великобритании и ряда других стран.

## Награды
- Почётная грамота Губернатора Астраханской области.
- Медаль «Благотворитель» Международного Благотворительного Фонда «Меценаты Столетия».
- Медаль ордена «За заслуги перед Астраханской областью».
- Благодарственным письмом Президента Республики Татарстан Р. Н. Миннихановым.